# Liste der Kulturgüter in Rüdtligen-Alchenflüh
Die Liste der Kulturgüter in Rüdtligen-Alchenflüh enthält alle Objekte in der Gemeinde Rüdtligen-Alchenflüh im Kanton Bern, die gemäss der Haager Konvention zum Schutz von Kulturgut bei bewaffneten Konflikten, dem Bundesgesetz vom 20. Juni 2014 über den Schutz der Kulturgüter bei bewaffneten Konflikten sowie der Verordnung vom 29. Oktober 2014 über den Schutz der Kulturgüter bei bewaffneten Konflikten unter Schutz stehen.
Objekte der Kategorie A sind im Gemeindegebiet nicht ausgewiesen, Objekte der Kategorie B sind vollständig in der Liste enthalten, Objekte der Kategorie C fehlen zurzeit (Stand: 7. April 2024). Unter übrige Baudenkmäler sind geschützte Objekte zu finden, die im Bauinventar des Kantons Bern als «schützenswert» verzeichnet sind.

## Kulturgüter
| Foto |                                                         | Objekt                       | Kat. | Typ | Standort                                   | Beschreibung |
| ---- | ------------------------------------------------------- | ---------------------------- | ---- | --- | ------------------------------------------ | --- |
| ja   | Datei hochladen · Wikidata zu Alte Mühle (Q29674707)    | Alte Mühle KGS-Nr.: 01183    | B    | G   | Alchenflüh, Bernstrasse 27 610733 / 214548 | 1637 erbaute ehemalige Getreidemühle, heute als Wohnhaus genutzt. Putzbau mit reicher Sandsteingliederung und ausladendem Viertelwalmdach, das aus dem Jahr 1730 stammt. Das Gebäude ist ein schönes Beispiel der Nachgotik mit typischen, reich profilierten Fenstergewänden und durchlaufenden Sohlbankgesimsen im Obergeschoss.                                       |
| ja   | Datei hochladen · Wikidata zu Gasthof Bären (Q29674722) | Gasthof Bären KGS-Nr.: 01184 | B    | G   | Alchenflüh, Bernstrasse 17 610830 / 214580 | Der im Zeitraum zwischen 1764 und 1769 erbaute Landgasthof im spätbarocken Stil ist ein Putzbau mit Sockelgeschoss aus Kalkstein, reichen Sandsteingliederungen in den Hauptgeschossen und geknicktem Vollwalmdach. Die Hauptfassade besitzt eine doppelläufige Freitreppe und eine steinsichtige Mittelachse, jüngere Anbauten befinden sich an der Süd- und Westseite. |

## Übrige Baudenkmäler
Hinweis: Anstelle der KGS-Nummer wird als Objekt-Identifikator (ID) die Grundstücksnummer verwendet.
| ID  | Foto |                 | Objekt                                   | Typ | Standort                                    | Beschreibung |
| --- | ---- | --------------- | ---------------------------------------- | --- | ------------------------------------------- | ------------ |
| 12  | BW   | Datei hochladen | Wohnstock (um 1845)                      | G   | Alchenflüh, Hauptstrasse 37 610332 / 214888 |              |
| 15  | BW   | Datei hochladen | Ehemaliges Käsemagazin (um 1850)         | G   | Alchenflüh, Hauptstrasse 39 610322 / 214910 |              |
| 88  | BW   | Datei hochladen | Bauernhaus (1865)                        | G   | Alchenflüh, Mühleweg 2 610707 / 214515      |              |
| 88  | BW   | Datei hochladen | zwei Remisen (1865)                      | G   | Alchenflüh, Mühleweg 2b, 2c 610672 / 214519 |              |
| 105 | BW   | Datei hochladen | Bauernhaus (1831)                        | G   | Rüdtligen, Dorfstrasse 24 609743 / 215296   |              |
| 109 | BW   | Datei hochladen | Speicher (1683)                          | G   | Rüdtligen, Zelgweg 11b 609774 / 215068      |              |
| 128 | BW   | Datei hochladen | Speicher (1705)                          | G   | Rüdtligen, Riedstrasse 2a 610156 / 214973   |              |
| 134 | BW   | Datei hochladen | Speicher (18. Jh.)                       | G   | Rüdtligen, Dorfstrasse 36c 610059 / 214987  |              |
| 141 | BW   | Datei hochladen | Villa (1847)                             | G   | Alchenflüh, Hauptstrasse 9 610562 / 214610  |              |
| 169 | BW   | Datei hochladen | Ehemaliges Bauernhaus (1787)             | G   | Alchenflüh, Hauptstrasse 5 610619 / 214596  |              |
| 182 | BW   | Datei hochladen | Stöckli (um 1820)                        | G   | Alchenflüh, Hauptstrasse 1 610667 / 214562  |              |
| 184 | BW   | Datei hochladen | Stöckli (1799)                           | G   | Alchenflüh, Hauptstrasse 3 610652 / 214576  |              |
| 201 | BW   | Datei hochladen | Wohnstock zum Gasthof Bären (um 1764/69) | G   | Alchenflüh, Bernstrasse 19 610818 / 214567  |              |
| 239 | BW   | Datei hochladen | Bauernhaus (1786)                        | G   | Rüdtligen, Dorfstrasse 28 609980 / 215087   |              |
| 244 | BW   | Datei hochladen | Speicher (1. Hälfte 18. Jh.)             | G   | Rüdtligen, Dorfstrasse 33 610029 / 215103   |              |
| 276 | BW   | Datei hochladen | Wohn- und Geschäftshaus (1881)           | G   | Alchenflüh, Bernstrasse 2 610875 / 214799   |              |
| 762 | BW   | Datei hochladen | Stöckli (1802)                           | G   | Rüdtligen, Wallacherweg 1 609956 / 215045   |              |
| 872 | BW   | Datei hochladen | Stöckli (1740)                           | G   | Alchenflüh, Mühleweg 4 610733 / 214478      |              |
| 907 | BW   | Datei hochladen | Stöckli (Ende 18. Jh.)                   | G   | Rüdtligen, Dorfstrasse 26b 609896 / 215179  |              |